# Nowosolski
Nowosolski là một huyện thuộc tỉnh Lubuskie của Ba Lan. Huyện có diện tích 771 km². Đến ngày 1 tháng 1 năm 2011, dân số của huyện là 86996 người và mật độ 113 người/km².